# Хо (город)

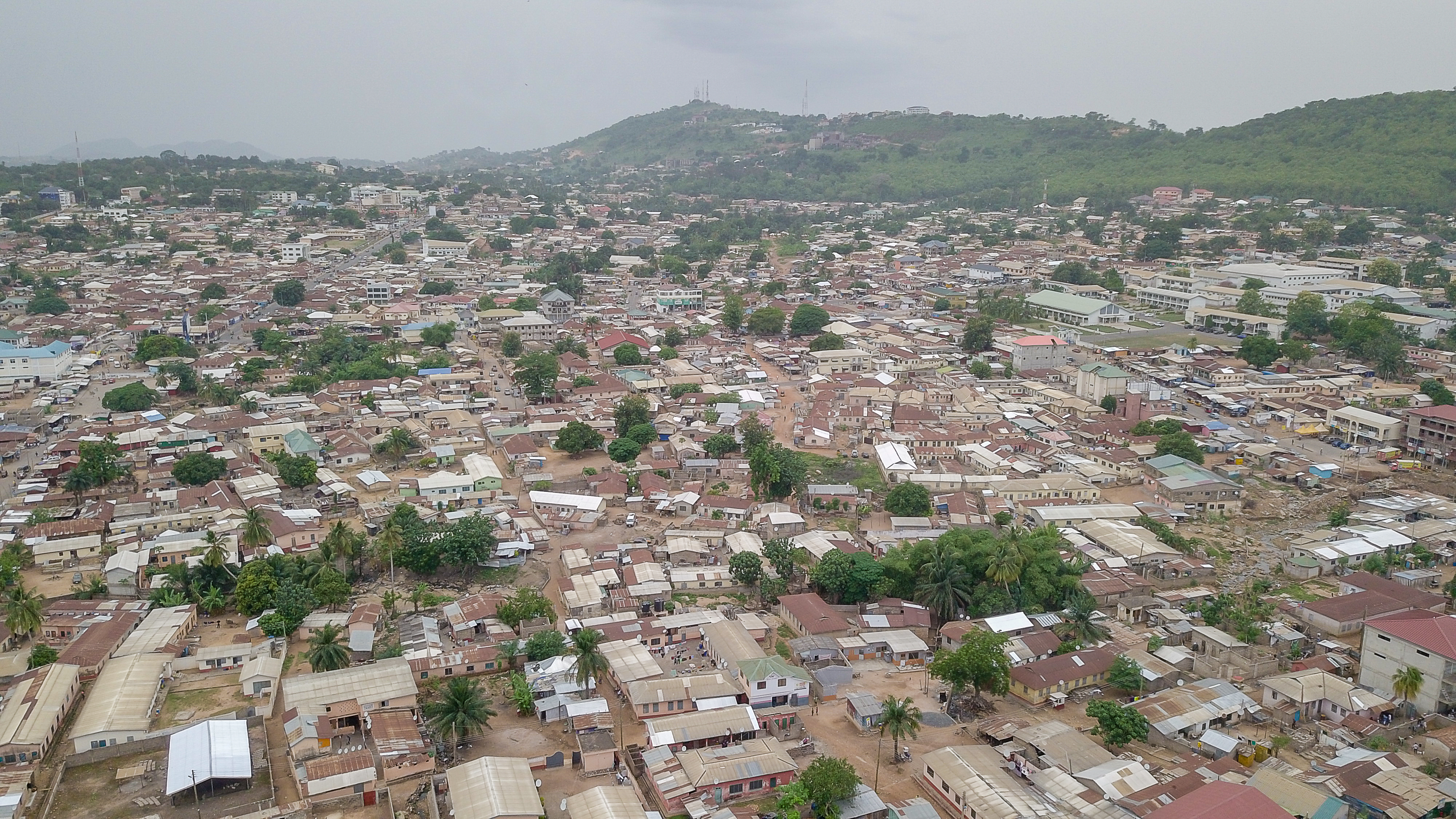
Хо

Хо (англ. Ho) — город на Юго-Востоке Ганы, административный центр области Вольта (Volta). До 1956 года был центром Британского Того.

## История
Город был частью Тоголенда. После начала Первой мировой войны был оккупирован Британской империей. Был мандатной территорией Лиги Наций и столицей Британского Того до вхождения в состав Британского Золотого Берега.
Каждый год в сентябре в городе проводится фестиваль ямса.

## Климат
В Хо жарко, среднемесячная температура колеблется от 22 до 32 о C. В городе в год два сезона дождей: большой (длящийся с марта по июнь) и малый (длящийся с июля по октябрь)
| Показатель                    | Янв. | Фев. | Март | Апр. | Май  | Июнь | Июль | Авг. | Сен. | Окт. | Нояб. | Дек. | Год  |
| ----------------------------- | ---- | ---- | ---- | ---- | ---- | ---- | ---- | ---- | ---- | ---- | ----- | ---- | ---- |
| Абсолютный максимум, °C       | 38,3 | 40,7 | 40,0 | 38,9 | 37,8 | 36,1 | 33,3 | 35,0 | 35,0 | 35,0 | 36,5  | 36,7 | 40,7 |
| Средний суточный максимум, °C | 32,9 | 34,3 | 33,3 | 32,4 | 31,6 | 29,6 | 28,1 | 28,5 | 29,9 | 30,9 | 32,2  | 31,9 | 31,3 |
| Средняя температура, °C       | 27,4 | 28,4 | 28,1 | 27,6 | 27,0 | 25,7 | 24,6 | 24,6 | 25,5 | 26,2 | 27,1  | 26,9 | 26,6 |
| Средний суточный минимум, °C  | 21,9 | 22,4 | 22,9 | 22,8 | 22,5 | 21,8 | 21,0 | 20,6 | 21,1 | 21,5 | 22,0  | 21,8 | 21,9 |
| Абсолютный минимум, °C        | 16,5 | 19,0 | 20,0 | 20,0 | 19,5 | 18,5 | 16,0 | 16,0 | 18,0 | 19,0 | 19,5  | 16,5 | 16,0 |
| Норма осадков, мм             | 40   | 68   | 143  | 144  | 174  | 174  | 112  | 93   | 149  | 172  | 81    | 52   | 1402 |

## Население
Население города по годам:
| 1970   | 2015   |
| ------ | ------ |
| 46 300 | 96 213 |

## Экономика
Торговый центр сельскохозяйственного района (кокосовая и масличная пальмы, какао, маниок, батат, рис). Пищевая промышленность.

## Спорт
В городе Хо находится одноимённый стадион.